# Friedrich Wilhelm Eikmeier
Friedrich Wilhelm Eikmeier (* 27. April 1872; † nach 1919) war deutscher Konditor und Politiker (DDP).

## Leben
Friedrich Wilhelm Eikmeier wurde Konditormeister in Lemgo. Er war Vorstandsmitglied der Lippischen Handwerkskammer und Vorsitzender der Meisterprüfungs-Kommissionen für das Fürstentum Lippe (Nord-Bezirk). Er schrieb Lehrbücher zur Ausbildung im Handwerk, die in vielen Auflagen veröffentlicht wurden.
Bei einer Nachwahl zum Landtag Lippe am 5. September 1911 wurde er im 2. Wahlkreis der 2. Klasse gewählt, und zwar mit zwei Dritteln aller Stimmen (300 von 450 = 66,7 %). Er gehörte dem Landtag als liberaler Abgeordneter bis zur Landtagswahl in Lippe 1913 an. Bei der Landtagswahl in Lippe 1919 wurde er auf Platz 4 der Liste der DDP in den Landtag gewählt. Bei der Landtagswahl in Lippe 1921 kandidierte er nicht mehr.

## Schriften
- Wie bereite ich mich auf die Meisterprüfung vor? 31. Auflage 1939, nach dem Zweiten Weltkrieg fortgesetzt durch Gusti Baxmann bis zu 41. Auflage, 1964
- Garnierschule; zuletzt 6. Auflage 1930
- Was der Konditorlehrling wissen muss; zuletzt 4. Auflage 1916
- Die Gehilfinnenprüfung der Schneiderin (gemeinsam mit Mathilde Fiedler); zuletzt 2. Auflage 1924
- Der Konditorlehrling; zuletzt 8. Auflage 1936